# Paňdžábština
Paňdžábština (ਪੰਜਾਬੀ v gurmukhí, پنجابی v šáhmukhí), je indoevropský jazyk patřící do podskupiny indoíránských jazyků do indoárijské jazykové rodiny. Používána je v historické oblasti Paňdžábu nacházející se na severu Indie a v Pákistánu. Mluvčích tohoto jazyka je výrazně nad 100 miliónů (pokud by se nadále počítaly jazykové variety sarájkí a hindkó za pouhé dialekty paňdžábštiny, bude součtem i se zámořskou populací mluvčích až 150 miliónů). 
V Pákistánu, kde paňdžábština není úředním jazykem, se obvykle zapisuje písmem šáhmukhí, což je úprava perské varianty arabského písma. V Indii se pro psaní paňdžábštiny  používá především písmo gurmukhí (z úst zasvěcenců), které je úzce spjato se sikhismem. V indickém státu Paňdžáb (a taktéž mezi Sikhy mimo něj) se píše v gurmukhí, v sousedních státech Himáčalpradéš a Harijána většina hinduistických mluvčích paňdžábštiny používá písmo dévanágarí.
Mimo Indický subkontinent paňdžábštinou hovoří početná diaspora  Malajsii, Singapuru, Indonésii, Austrálii, na Novém Zélandu, v Kanadě, USA, Mexiku, Chile, Argentině, Velké Británii, Polsku, Španělsku, Francii, Německu, Nizozemsku a Švýcarsku.

## Příklady

### Číslovky

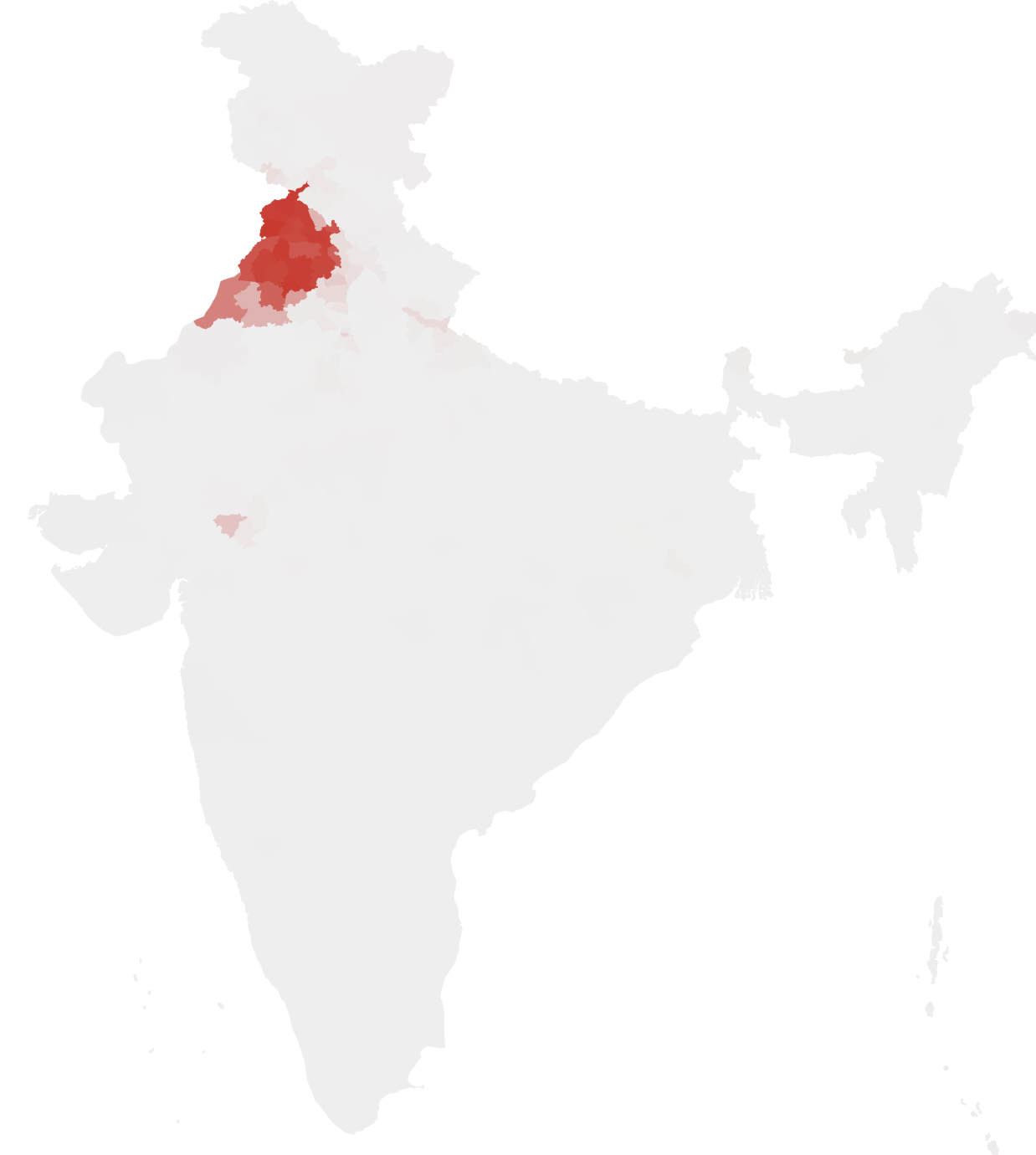
Rozšíření jazyka v Indii

| Číslice | Paňdžábsky | Transliterace | Česky |
| ੧       | ਇੱਕ         | ikk           | jeden |
| ੨       | ਦੋ          | do            | dva   |
| ੩       | ਤਿੰਨ         | tinn          | tři   |
| ੪       | ਚਾਰ         | cār           | čtyři |
| ੫       | ਪੰਜ         | pañj          | pět   |
| ੬       | ਛੇ          | chhē          | šest  |
| ੭       | ਸੱਤ         | satt          | sedm  |
| ੮       | ਅੱਠ         | aṭṭh          | osm   |
| ੯       | ਨੌਂ          | nauṃ          | devět |
| ੧੦      | ਦਸ         | das           | deset |

## Užitečné fráze
| Paňdžábsky           | Česky               |
| Sat srī akāl!        | Dobrý den.          |
| Tuhāḍā nām ki hai?   | Jak se jmenujete?   |
| Mērā nām Gurjīt hai. | Jmenuji se Gurdžít. |
| Tuhāḍā ki hāl hai?   | Jak se máte?        |
| Maiṁ ṭhīk hāṁ!       | Mám se dobře.       |
| Alvidā!              | Sbohem.             |

## Vzorový text

### Všeobecná deklarace lidských práv
| paňdžábsky  | ਸਾਰਾ ਮਨੁੱਖੀ ਪਰਿਵਾਰ ਆਪਣੀ ਮਹਿਮਾ, ਸ਼ਾਨ ਅਤੇ ਹੱਕਾਂ ਦੇ ਪੱਖੋਂ ਜਨਮ ਤੋਂ ਹੀ ਆਜ਼ਾਦ ਹੈ ਅਤੇ ਸੁਤੇ ਸਿੱਧ ਸਾਰੇ ਲੋਕ ਬਰਾਬਰ ਹਨ । ਉਨ੍ਹਾਂ ਸਭਨਾ ਨੂੰ ਤਰਕ ਅਤੇ ਜ਼ਮੀਰ ਦੀ ਸੌਗਾਤ ਮਿਲੀ ਹੋਈ ਹੈ ਅਤੇ ਉਨ੍ਹਾਂ ਨੂੰ ਭਰਾਤਰੀਭਾਵ ਦੀ ਭਾਵਨਾ ਰਖਦਿਆਂ ਆਪਸ ਵਿਚ ਵਿਚਰਣਾ ਚਾਹੀਦਾ ਹੈ । |
| transkripce | Sārā manukhkhī parivār āpaṇī mahimā, śān ate hakkāņ de pakhkhoņ janama toņ hī āzād hai ate sute sidh sāre lok barābar han. Unhāņ sabhanā nūņ tarak ate zamīr dī saugāt milī hoī hai ate unhāņ nūņ bharātarībhāv dī bhāvanā rakhadiāņ āpas vic vicaraṇā cāhīdā hai. |
| česky       | Všichni lidé se rodí svobodní a sobě rovní co do důstojnosti a práv. Jsou nadáni rozumem a svědomím a mají spolu jednat v duchu bratrství. |